# 有村町
有村町（ありむらちょう）は、鹿児島県鹿児島市の町。旧大隅国大隅郡桜島郷有村、鹿児島郡東桜島村大字有村。郵便番号は891-1545。人口は11人、世帯数は9世帯（2020年10月1日現在）。
鹿児島市の東部、活火山である桜島の南東部に位置する。有村は安永・大正・昭和に発生した桜島の噴火により噴出した溶岩流によって集落全体が埋没するなど甚大な被害を受けている。
1914年（大正3年）の桜島の大正大噴火までは東桜島村の役場や郵便局、巡査駐在所、小学校が置かれており、東桜島村の中心地であったが、大正大噴火により集落全体が溶岩に埋没する甚大な被害を受けて多くの住民が集団移住したほか、噴火によって飛来する噴石による被害が多発した昭和60年代にも多くの住民が星ヶ峯などの他の地域へ集団移住した。
有村町は1950年（昭和25年）10月1日に東桜島村が鹿児島市に編入された際、それまでの大字有村及び大字脇の区域を以て新たに鹿児島市の町として設定された。本項では有村町の一部となっている大字「脇」（わき）についても述べる。

## 地理

町域のほぼ半分は大正溶岩及び昭和溶岩に覆われている

桜島の南東部に位置する。町域の北方から東方にかけては黒神町、西方には古里町及び東桜島町に接しており、南方は鹿児島湾に面している。町域の南端を国道224号が海岸線に沿って東西に通っている。
有村町のほぼ全域が桜島の昭和火口および南岳山頂火口から半径3キロメートル以内に位置しており、有村町の北西部を含む南岳火口及び昭和火口から半径2キロメートルの区域は2020年現在、災害対策基本法第63条の規定に基づき鹿児島市長によって警戒区域に設定されており、災害応急対策に従事する者以外の立ち入りが罰則付きで禁じられている。また、有村町の全域が「 避難施設緊急整備地域を指定した件」（昭和48年総理府告示第35号）により、活動火山対策特別措置法の規定による避難施設緊急整備地域に指定されている。
桜島の火口に近いことから噴火の度に避難を余儀なくされており、2015年（平成27年）に桜島の噴火警戒レベルが4に引き上げられた際には有村町の全域に対して避難準備情報が発令され、最終的には有村町の全域に対して避難勧告が発令されるに至った。2022年（令和4年）7月24日には噴火警戒レベル5（避難）に引き上げられたのに伴い火口から3キロメートル圏内にある有村町に対して避難指示が発令され、7月27日に避難指示が解除されるまで住民は避難生活を余儀なくされた。
町域の中央部には有村溶岩展望所があり、有村溶岩展望所からは鹿児島湾や開聞岳を一望することが出来る。町域のほぼ半分は1914年（大正3年）に発生した大正大噴火の溶岩流が固化して形成された溶岩（大正溶岩）及び昭和噴火によって流出し固化した溶岩（昭和溶岩）に覆われている。有村溶岩展望所付近の昭和溶岩上ではニセアカシアの群落が形成されており、道路の周辺にはアカメガシワ-カラスザンショウ群落を構成する種であるネムノキも点々と分布している。
また、有村海岸では干潮時に砂浜を掘ると温泉が湧き出る。有村町の地下には高濃度の二酸化炭素を含む温泉水があり、その影響により土壌からの二酸化炭素拡散放出量が多いとされている。

### 自然公園・自然保護地区
有村町の全域が国立公園である霧島錦江湾国立公園の区域に指定されており、特別区域特別保護地区（桜島山頂、桜島東溶岩原）・第1種特別地域（桜島南斜面、瀬戸崎）・第2種特別地域（桜島南斜面、有村）・第3種特別地域（有村）・普通地域から構成される。

### 河川
- 有村川
- 第一古里川

### 町名の由来
有村町という町名は、平家の一族がこの地に流れ着いて住み着いたことを発見した武士がこの地に村が有ることを知ったということから「有村」と名付けたという説と、江戸時代よりこの地は温泉が湧くため別荘地となっており、島津氏の別荘である御仮屋が置かれ有名な地であったことから名づけられたという説がある。

### 降灰量

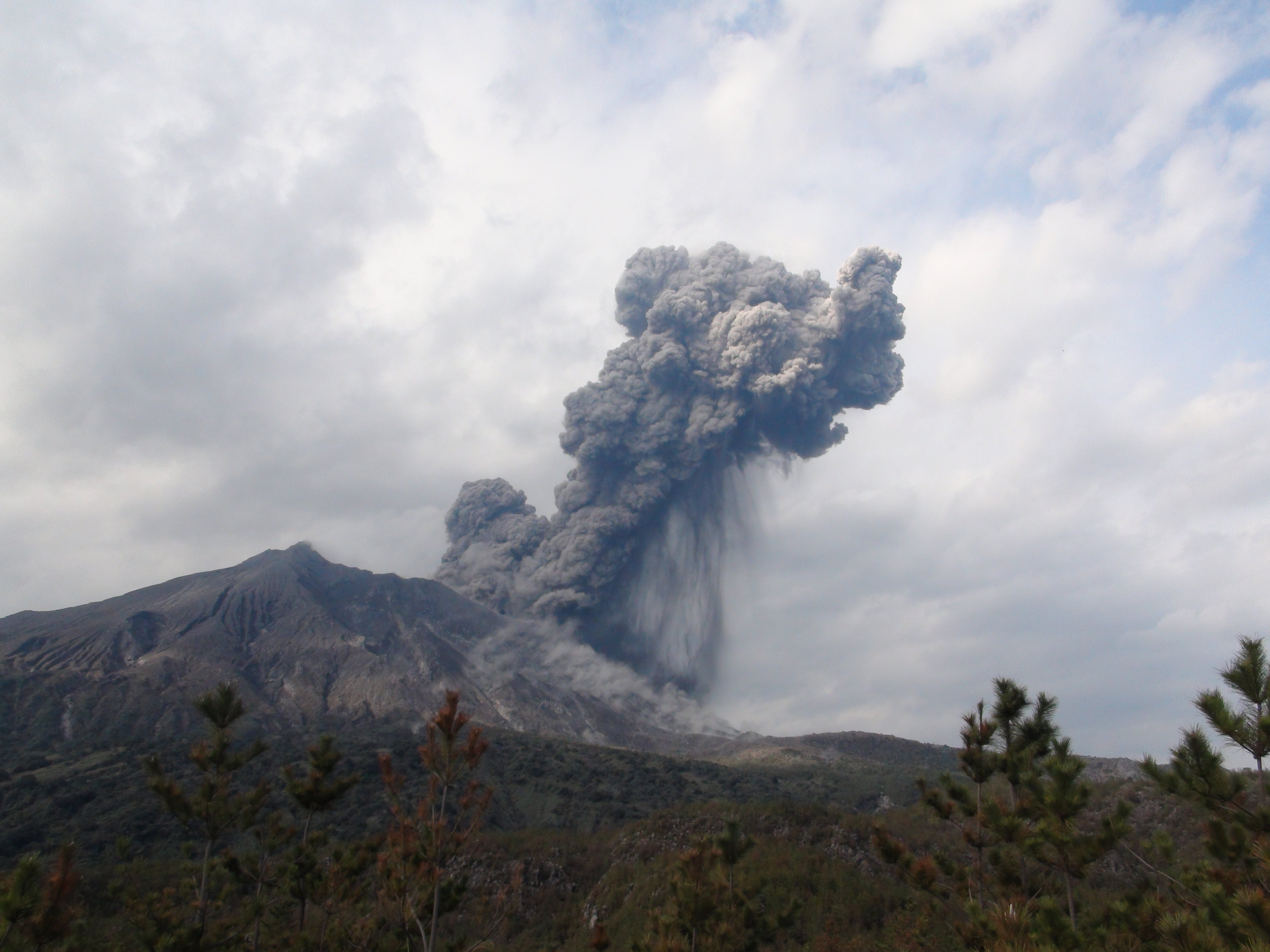
有村溶岩展望所から望む噴煙を上げる桜島。有村町には桜島から噴出された火山灰が多く飛来する

桜島降灰量観測（鹿児島県）による観測地点「有村」における1978年（昭和53年）から1992年（平成4年）までの火山灰の降灰量は以下のとおりである。有村町は桜島の火口の南東に位置しており、桜島の噴火時には大量の火山灰の降灰が記録されている。桜島南岳の爆発が発生した1984年（昭和59年）の年間の降灰量は1平方メートルあたり59キログラムであった。
| 年                 | 降灰量（g/m2） |
| ------------------ | -------------- |
| 1978年（昭和53年） | 42,607.80      |
| 1979年（昭和54年） | 66,496.70      |
| 1980年（昭和55年） | 40,309.30      |
| 1981年（昭和56年） | 25,642.10      |
| 1982年（昭和57年） | 31,742.30      |
| 1983年（昭和58年） | 59,817.90      |
| 1984年（昭和59年） | 58,688.10      |
| 1985年（昭和60年） | 83,177.70      |
| 1986年（昭和61年） | 85,021.70      |
| 1987年（昭和62年） | 28,481.70      |
| 1988年（昭和63年） | 26,182.50      |
| 1989年（平成元年） | 34,951.40      |
| 1990年（平成2年）  | 74,568.20      |
| 1991年（平成3年）  | 35,392.50      |
| 1992年（平成4年）  | 97,464.00      |

## 歴史

### 中世の有村
有村という地名は室町時代より見える地名であり、大隅国向島のうちであった。嘉吉2年（1442年）の島津持久宛行状に「嶋津庄大隅方溝辺六町・同城并向嶋内有村事」とあり、有村は本田氏にあてがわれた。

### 近代の有村と脇
江戸時代の有村は大隅国大隅郡桜島郷（外城）のうちであった。村高は「天保郷帳」では66石余、「郡村高辻帳」では66石余、「三州御治世要覧」では118石余、「旧高旧領取調帳」では31石余であった。有村には薩摩藩主島津氏の別荘である御仮屋が置かれていた。
また、脇村は江戸時代より見える地名であり、有村と同じく大隅国大隅郡桜島郷のうちであった。脇村の石高は「天保郷帳」では155石余、「郡村高辻帳」では155石余、「三州御治世要覧」では133石余、「旧高旧領取調帳」では34石余であった。薩摩藩の地誌である「三国名勝図会」によればかつては脇村には瀬戸村（現在の黒神町の一部）が含まれていたとされている。
安永8年（1779年）11月8日に桜島の噴火が発生した（安永大噴火）。史料において噴火の開始位置は「有村の上」又は「古里の上」と記載されている。概ね古里村（現在の古里町）と高免村（現在の高免町）を結ぶ線上に火口が発達した。噴煙について「年代記」には「有村の上，燃之頭の辺より黒煙何里となく上り」と記載されている。飛来した火山弾によって村の家々が炎上した。井村隆介（1998）は噴火開始から30時間以上経過した翌9日に火口の南側へ溶岩が流出し、その翌日となる10日には海岸に到達したのではないかと推測している。火口から噴出した溶岩は有村を覆い、住民らは垂水に避難した。旧南林寺（南林寺町）にある「桜島燃亡霊等の碑」によれば有村の死者は57名、脇村の死者は34名であった。また有村には温泉があったが溶岩によって埋没した。
1879年（明治12年）頃には有村温泉が開設された。1885年（明治18年）には鹿児島県によって石室や試験園と呼ばれる娯楽場が建設され、その隣には共同浴場が開設された。
1887年（明治20年）4月2日には「 鹿兒島縣下分郡ノ件」（明治20年勅令第7号）により大隅郡が南北に分割され、有村及び脇村は北大隅郡の所属となった。

### 東桜島村の発足から明治時代末期まで

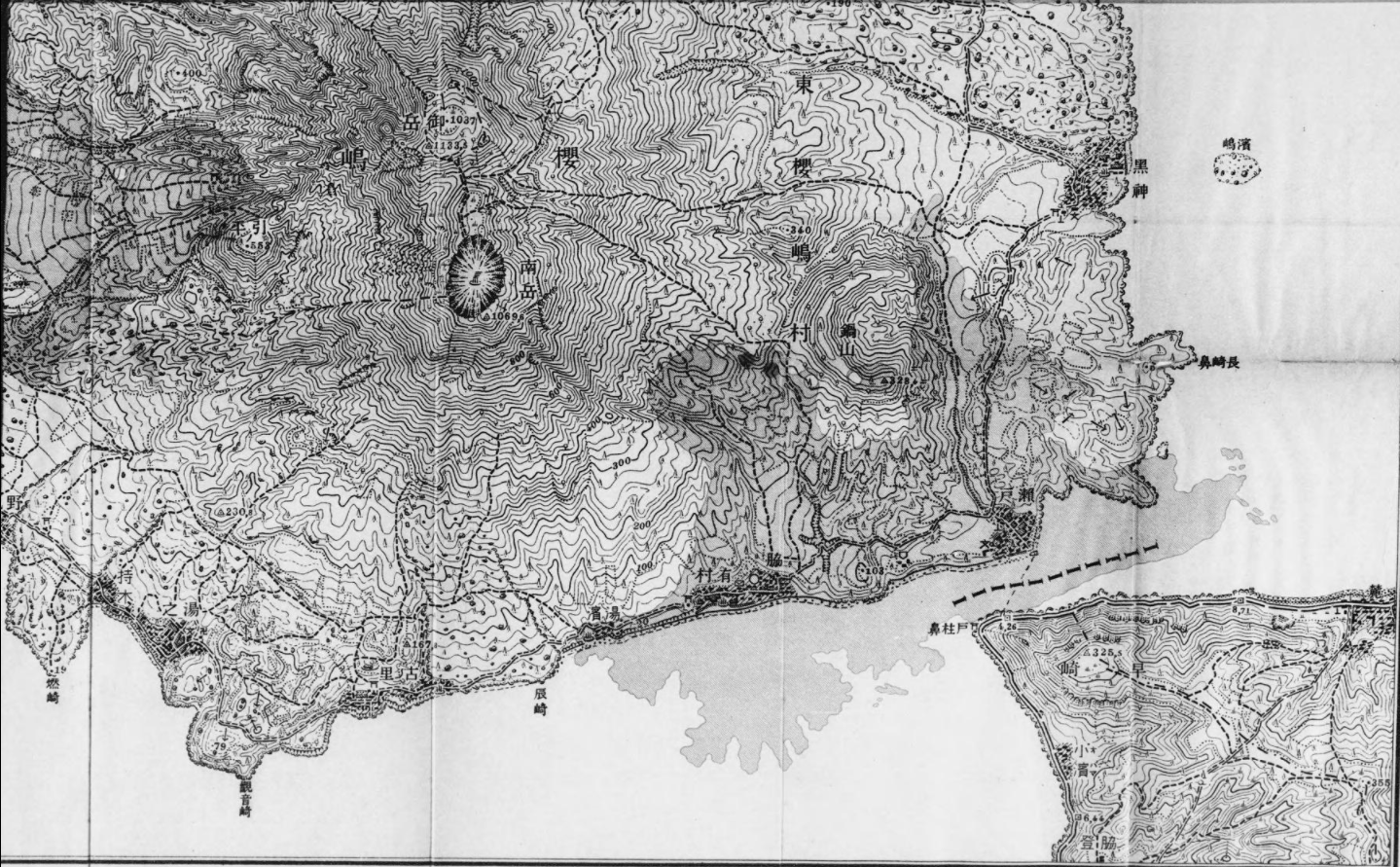
大正大噴火以前の測量地図。脇と有村の集落が書かれている。有村には村役場を示す〇の地図記号がある。薄い灰色で描かれている影が大正大噴火後の地形である

1889年（明治22年）4月1日に町村制が施行されたのに伴い桜島の東半分の区域にあたる湯之村、野尻村、古里村、有村、黒神村、高免村、瀬戸村、脇村の区域より北大隅郡東桜島村を設置した。それに伴いそれまでの有村の区域は東桜島村の大字「有村」となり、それまでの脇村の区域は東桜島村の大字「脇」となった。
1897年（明治30年）4月1日には「 鹿兒島縣下國界竝郡界變更及郡廢置法律」（明治29年法律第55号）によって北大隅郡が鹿児島郡に統合され、東桜島村は鹿児島郡のうちとなった。
大字有村には東桜島村役場、郵便局、巡査駐在所が設置されていた。また、交通機関としては鹿児島湾内汽船の松濤丸と九州汽船の新川丸が有村に寄港していたが、大正大噴火ののちに休止された。1907年（明治40年）には皇太子（のちの大正天皇）が有村温泉を行幸している。

### 大正大噴火による埋没と移住

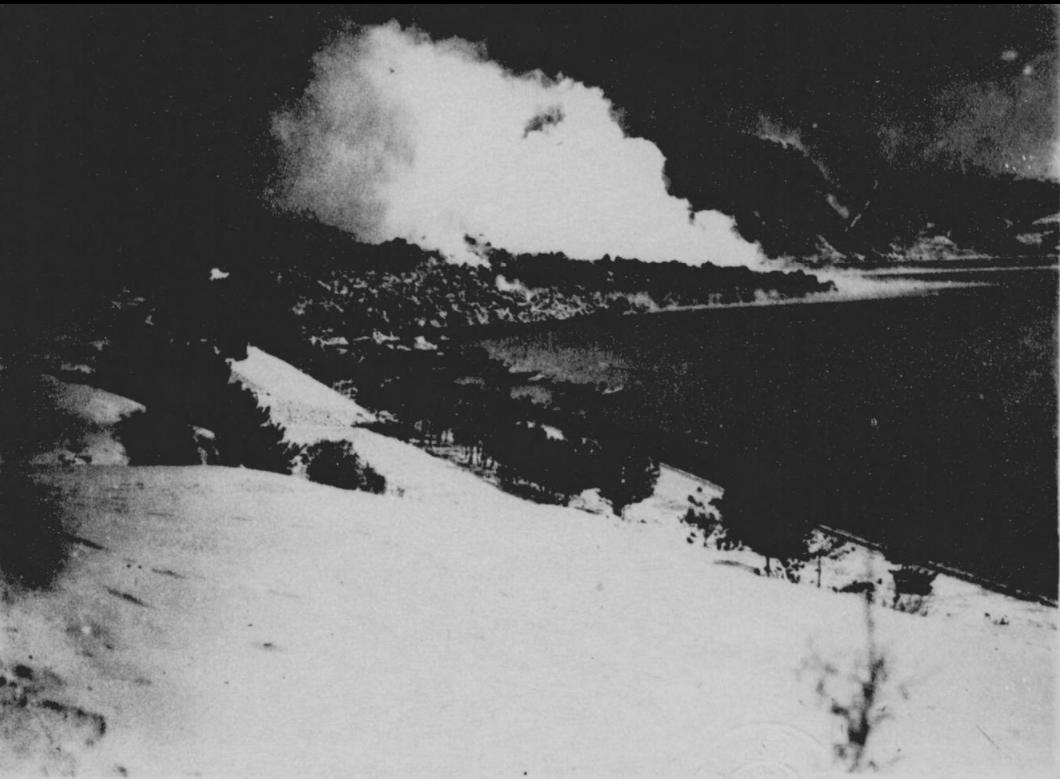
溶岩に埋まる有村海岸

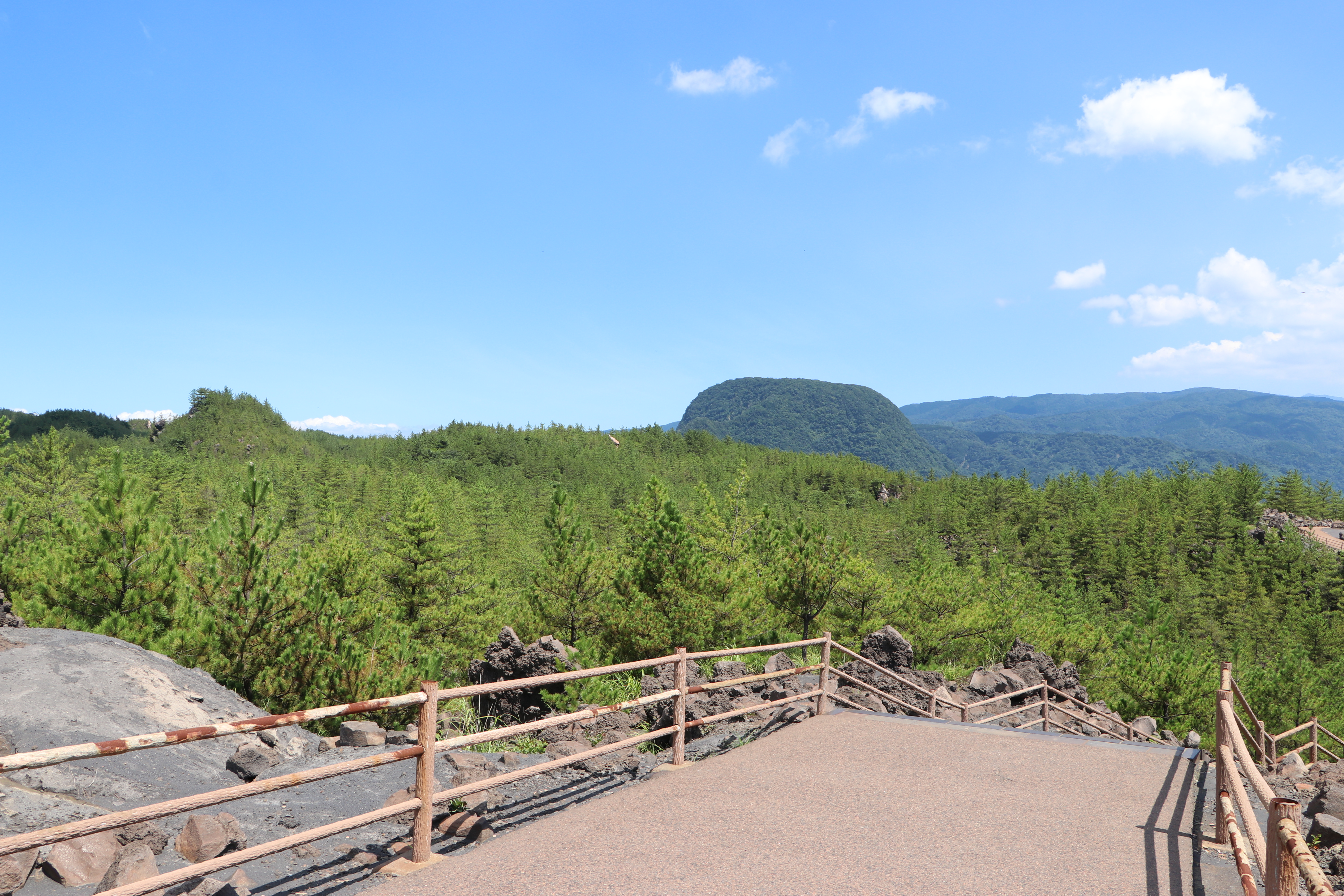
有村溶岩展望所から大正大噴火による溶岩流によって埋没したかつての有村・脇集落を望む。

1913年（大正2年）9月17日に火山ガスによって有村で母子が死亡した事案があり、これはのちに発生する大正大噴火の前兆現象とみられ、大正大噴火前の最初の桜島における異常現象とされる。翌年の1914年（大正3年）1月9日には有村にあった川原尋常小学校の校長は「有村温泉場の方でも九日の夜から地震を何回も感じた」と記録している。
爆発の前日となる1月11日には有村の海岸でエビが多数死亡しているのが確認され、振動により「列車のレール上を通過するやうな」ものすごい音が聞こえてきたと記録されている。これらの現象から桜島の爆発を心配した村長や小学校長・巡査などは有村郵便局に集合して電信により鹿児島測候所に状況を報告し状況の問い合わせを行っていたが、測候所からは「桜島には異変なし」との回答があるのみであった。爆発直前の12日午前7時には有村にあった有村温泉では温泉が沸騰する前兆が見られた。
1914年（大正3年）1月12日に桜島が大規模な噴火を起こし、その噴煙は高さ約1万メートルに及んだ（大正大噴火）。同時に有村の海岸線では湯が沸きだして、温泉の浴槽には泥水が噴出した。爆発時点で有村の住民は975名（128戸）、脇の住民は450名（60戸）であった。当時の有村には東桜島村の役場が設置されていたほか、郵便局や巡査駐在所、尋常小学校が設置されており、東桜島村の中心地となっていた。
脇村の住民らは爆発の前日となる11日から避難を開始しており、爆発時点では避難船不足のために30名程度の残存者があったが、先に対岸の垂水村海潟（現在の垂水市海潟）に避難していた脇の青年らの救助船によって救助された。有村は役場所在地であり知識階層と呼ばれる層が多く住んでいたことから、「桜島には異変なし」という鹿児島測候所の判断を信用し避難を最後まで踏みとどまっていた。11日の夕方に避難が始まり、爆発時点での残存者は対岸の大隅半島にある垂水村の海潟青年会の漁船によって救助されたほか、大日本帝国陸軍の御用船である大阪商船の大信丸によって救出された。12日の午後1時から午後2時の間には高温の火砕物による火災が発生し、有村温泉や脇集落は火に包まれ全焼した。
有村にあった東桜島村役場では緊急脱出用の舟を失っており、村長らは村役場に置かれた公金を帆柱に浮かべて脇の海岸から垂水へ向けて泳いで避難しようとしたが、収入役は途中で溺死し、村長らは瀬戸の漁船によって救助された。駐在所に勤務していた巡査や郵便局長、尋常小学校の校長は最後まで島にとどまり、残留者の救護にあたった。
桜島の北東にある鍋山から流れ出した溶岩は有村や脇の集落を埋め尽くし、同年の5月21日には溶岩が有村海岸に到達した。これにより有村及び脇は溶岩に埋没して全滅した。有村では1名が死亡し、脇では4名が死亡した。

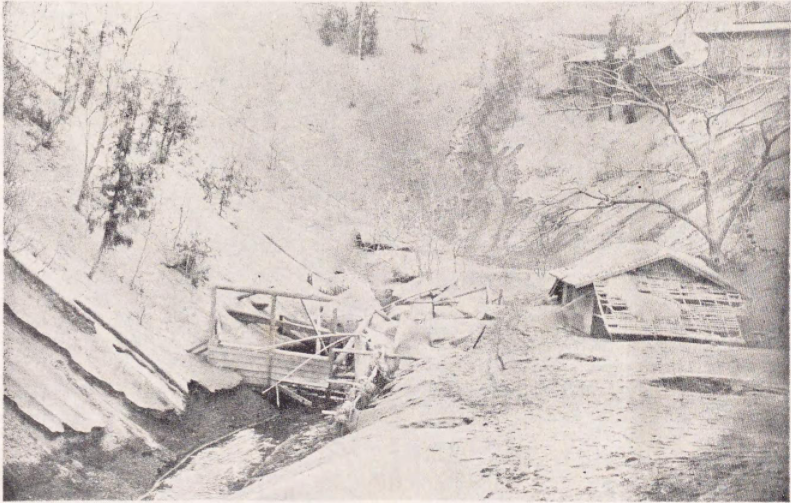
被害を受けた有村温泉場
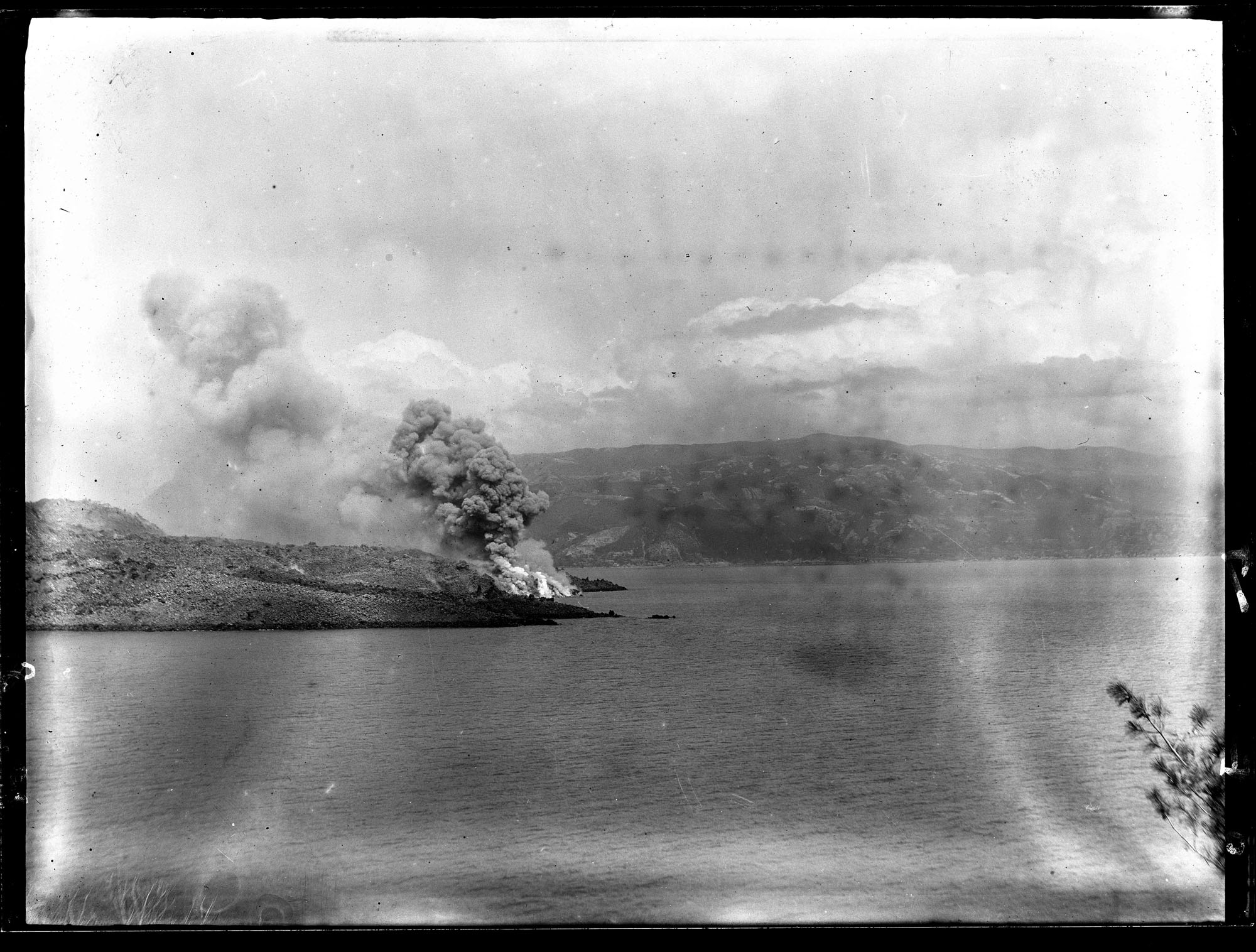
大正溶岩流の先端部で2次爆発が発生している様子（1914年8月撮影）

鹿児島県が発刊した「桜島大正噴火誌」ではこの噴火によって被害を受けた有村について以下のように記している。

午後三時頃より時の進むに従ひ噴火爆発の度は次第に強烈となり温泉に有名なりし有村風景絶佳にて俗謡に、『瀬戸をちょいと出て有村見れば、有村お假屋の景色のよさ』と歌ひし有村も大正三年一月十二日を限りに溶岩下に埋没され桑田空しく荒廃に帰したりとは天の悪戯も亦甚しと云うべし
—桜島大正噴火誌
溶岩に埋没した有村集落の川原尋常小学校は再開することなく廃校となった。また、東桜島村役場が有村集落と共に埋没したことにより、同年の司法省告示第15号（「 鹿兒島縣鹿兒島郡東櫻島村戸籍役場火災ノタメ身分登記簿等燒失ニ付キ更ニ屆出及書類送付方」）、同省告示第16号（「 鹿兒島縣鹿兒島郡東櫻島村役場火災ノタメ出入寄留簿燒失ニ付キ出入寄留更ニ屆出方」）によれば村役場に保管されていた身分登記簿、戸籍簿、出入寄留簿などの書類も焼失した。その後村役場は湯之集落（現在の東桜島町）に移転した。また、有村郵便局は翌年の1915年（大正4年）8月15日付で廃止された。集落と共に墓地も埋没したため、集落跡を見渡す高台にある墓地内に「有村一同祖先歴代之総塔」が1916年（大正5年）に建立された。
避難した有村及び脇の住民のうち移住希望者は国有地の無償提供が行われた種子島、肝属郡佐多村（現在の南大隅町）の大中尾、花岡村（現在の鹿屋市）の花里などにそれぞれ移住し、東桜島村の資料によれば上記の国有地（官有指定地）への移住者とその他の移住地（任意移住地）への移住者とを併せて最終的には202戸（脇集落：124戸、有村集落：78戸）が他の地域へ移住した。移住先のうち官有指定地への移住戸数の一覧は以下のとおりである。
| 移住先         | 脇集落 | 有村集落 |
| -------------- | ------ | -------- |
| 熊毛郡北種子村 | 0      | 7        |
| 肝属郡田代町   | 42     | 0        |
| 肝属郡花岡村   | 17     | 51       |
| 肝属郡佐多村   | 2      | 0        |

### 昭和噴火の溶岩流出
1946年（昭和21年）1月30日に桜島が爆発し、噴火口から流出した溶岩流は黒神（現在の黒神町）方面に流れ、分流した溶岩が有村に流れ込んだ。3月31日には有村海岸まで溶岩が到達し、溶岩は約1,000メートル程度海中に突入した。これによって有村は半滅の被害を受けた。また、この噴火によって送電線が切断され桜島全域が数か月にわたって停電した。

### 鹿児島市への編入
1950年（昭和25年）10月1日には東桜島村が鹿児島郡伊敷村とともに鹿児島市に編入された。同年10月18日に鹿児島県公報に掲載された鹿児島県の告示である「 鹿兒島市の一部大字の變更」により、東桜島村が鹿児島市に編入された10月1日に大字有村及び大字脇の区域より新たに鹿児島市の町「有村町」が設定された。

### 昭和後期の桜島の爆発と集団移住
昭和50年代後半から昭和60年代にかけて桜島南岳の活動が活発となり、有村町では民家に噴石が落下し自動車のフロントガラスや家屋を破損する被害が多数発生した。1984年（昭和59年）7月21日には桜島南岳において爆発が発生した。この爆発により0.5メートルから1.5メートルほどの火山弾が有村町に落下し、粉砕した噴石が13世帯に直撃したほか、住宅火災が11件発生し、国道224号に落下した火山弾が電力線を切断し桜島全域が一時停電した。大量の火山灰が有村町に降り注ぎ、1984年（昭和59年）の年間の降灰量は1平方メートルあたり59キログラムとなった。爆発翌日の7月22日には有村町内会は緊急総会を開き、「ここに住み続けると命を取られる」として集団移住を決議して鹿児島市に移住先の確保及び移転費補助を求める陳情を提出した。有村町の住民のうち51世帯のうち21世帯が移住を希望した。さらに翌年の1985年（昭和60年）7月6日には1メートルほどの噴石が民家の倉庫を直撃する被害も発生した。
陳情を受けた鹿児島市は住民の安全確保のため大正大噴火以来となる集団移転事業を実施することとなった。当初は防災のための集団移転促進事業に係る国の財政上の特別措置等に関する法律（昭和47年法律第132号）に基づいた国の補助金が交付される「防災集団移転促進事業」による集団移転を検討したが、全戸の桜島島外への移転を原則とする同事業の基準に一致しなかったことから鹿児島市の単独事業として実施された。
1987年（昭和62年）3月より対岸の薩摩半島にある星ヶ峯団地（現在の星ヶ峯）に集団移住が行われ、22世帯51人が移住した。また1992年（平成4年）には3世帯5人が移転し、他にも隣接する古里町や、鹿児島市街地にある紫原団地（現在の紫原）への移住も行われた。集団移転事業によって全体の6割に当たる56人の住民移転が行われた。1986年（昭和61年）には94名であった有村町の人口は1995年（平成7年）の国勢調査時には37名にまで減少した。

### 平成以降の有村

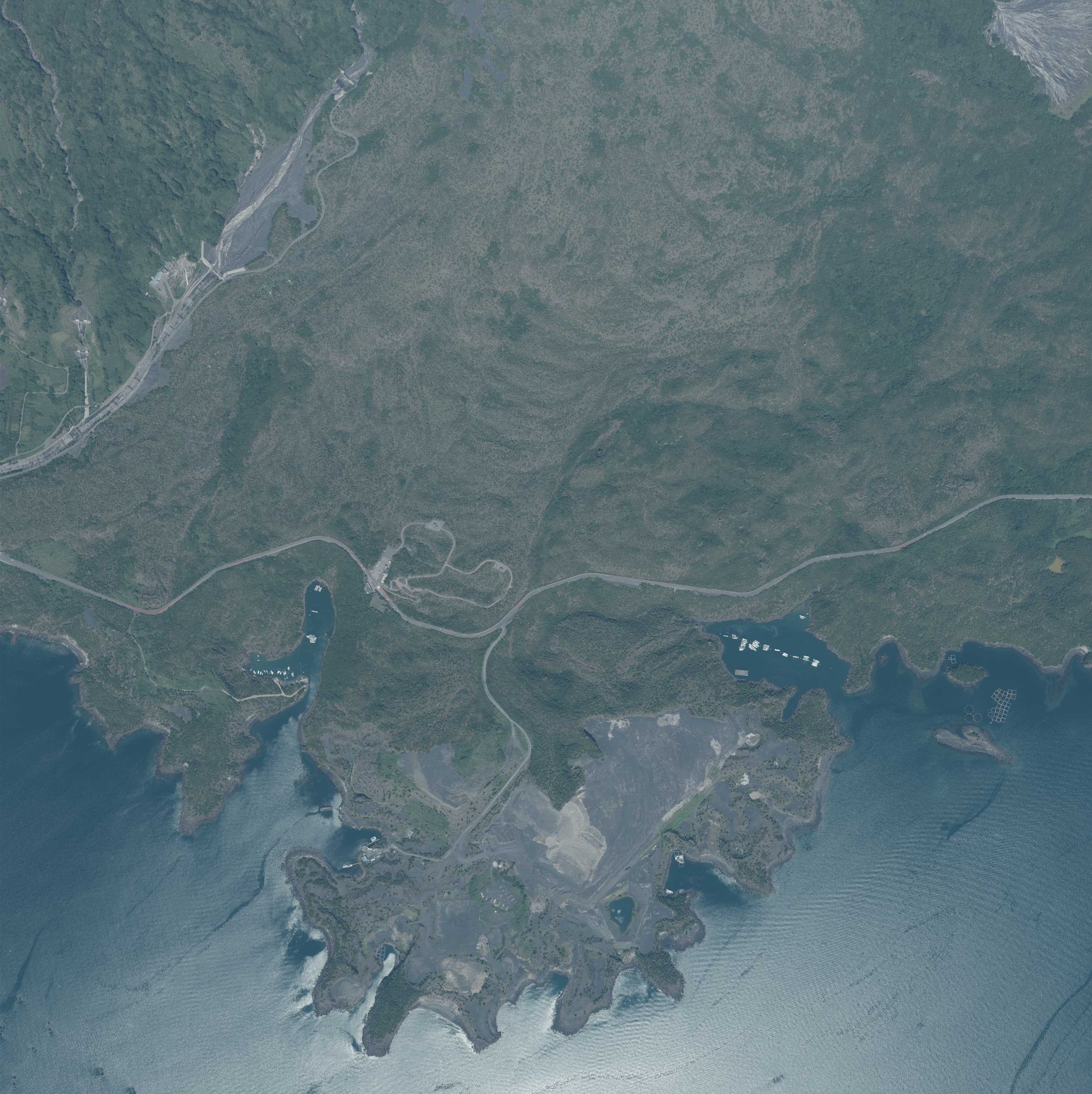
2015年に撮影された有村町の衛星写真。画像中央付近に有村溶岩展望所が見える

1990年（平成2年）4月3日には有村溶岩展望所の溶岩遊歩道（200メートル改修、800メートル新設）や四阿、避難壕として活用されるトンネルが整備された。同年には南岳の噴火が活発となり、11月30日には20台の自動車のガラスが割れるなどの被害を受けた。
2005年（平成17年）には国土交通省九州地方整備局大隅河川国道事務所によって南岳の斜面に総延長300メートルの有村観測坑道が建設され、観測機器が設置され地盤変動などの観測が行われるようになった。

### 町域の変遷
| 変更後         | 変更年             | 変更前           |
| -------------- | ------------------ | ---------------- |
| 有村町（新設） | 1950年（昭和25年） | 大字有村（全域） |
| 有村町（新設） | 1950年（昭和25年） | 大字脇（全域）   |

## 人口
以下の表は、鹿児島市史第5巻記載の人口及び、国勢調査による小地域集計が開始された1995年以降の人口の推移である。
有村町では前述のとおり桜島の噴火による噴石の落下などの危険性があることから、1987年（昭和62年）より星ヶ峯や紫原、古里町などの地区外への移転が行われており人口が年々減少している。
| 年                 | 人口 |
| ------------------ | ---- |
| 1986年（昭和61年） | 94   |
| 1995年（平成7年）  | 37   |
| 2000年（平成12年） | 24   |
| 2005年（平成17年） | 21   |
| 2010年（平成22年） | 17   |
| 2015年（平成27年） | 14   |
| 2020年（令和2年）  | 11   |

## 施設

### 公共

#### 有村溶岩展望所

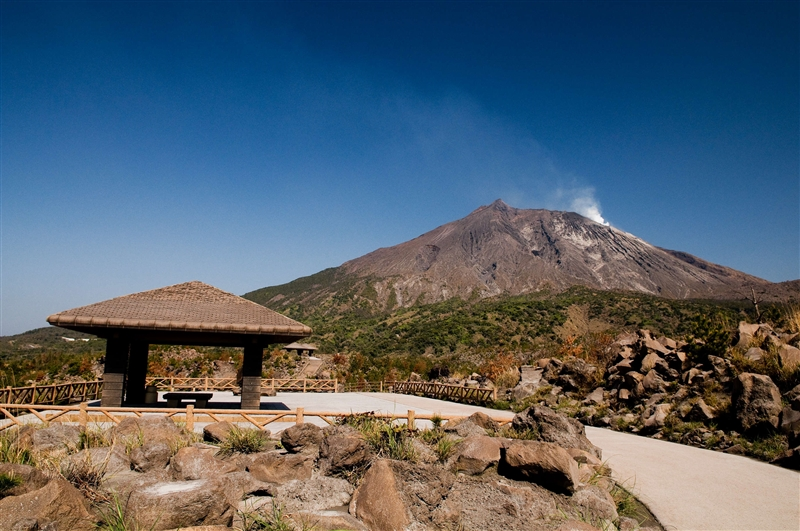
有村溶岩展望所の四阿と桜島南岳

有村溶岩展望所は桜島火山の南岳の南側（有村町）にあり、国道224号に接している。入場無料で、大正溶岩原に作られたもので、全長約1kmの遊歩道があり、一面に広がる溶岩原とそこに根を張るクロマツが見えて、円錐形の南岳だけでなく、鹿児島湾とその向こうまで一望できる。
展望所内には、次の歌碑も設置されている。
- 高野素十歌碑[103]
- 平野国臣歌碑[103]
- 海音寺潮五郎歌碑[103]

ギャラリー

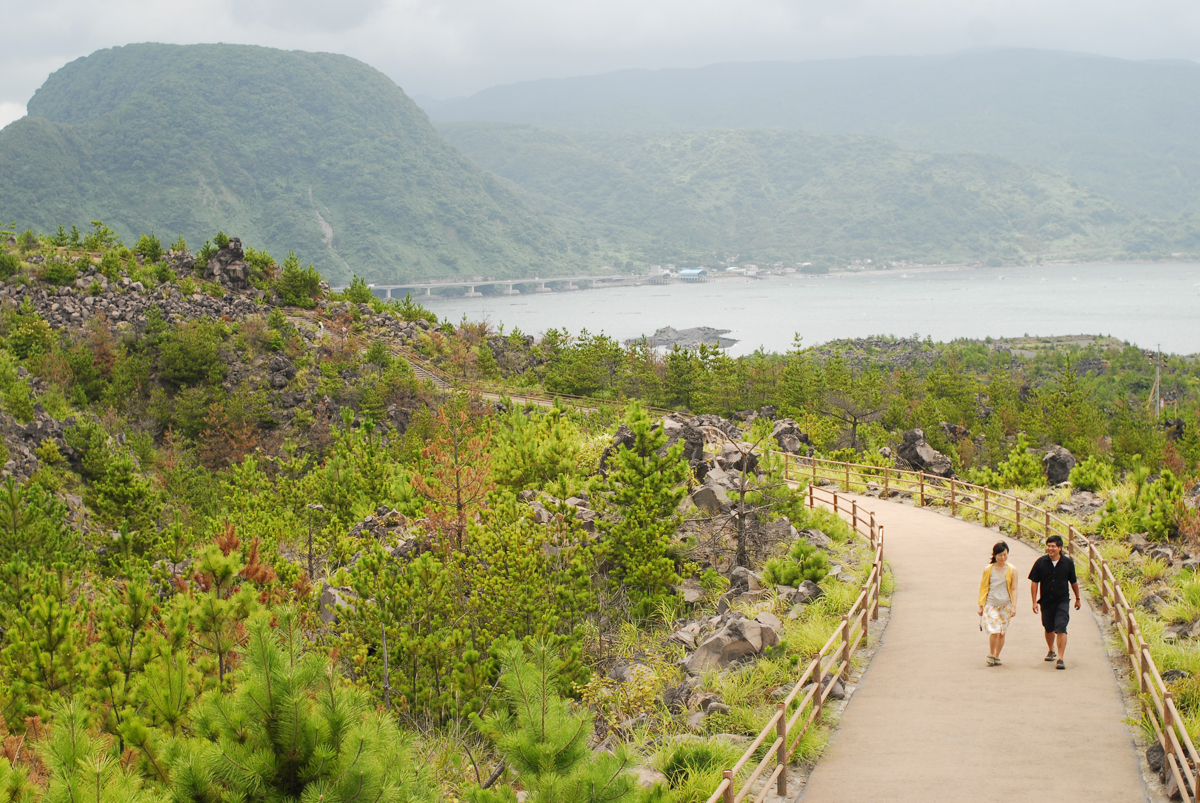
有村溶岩展望所の遊歩道
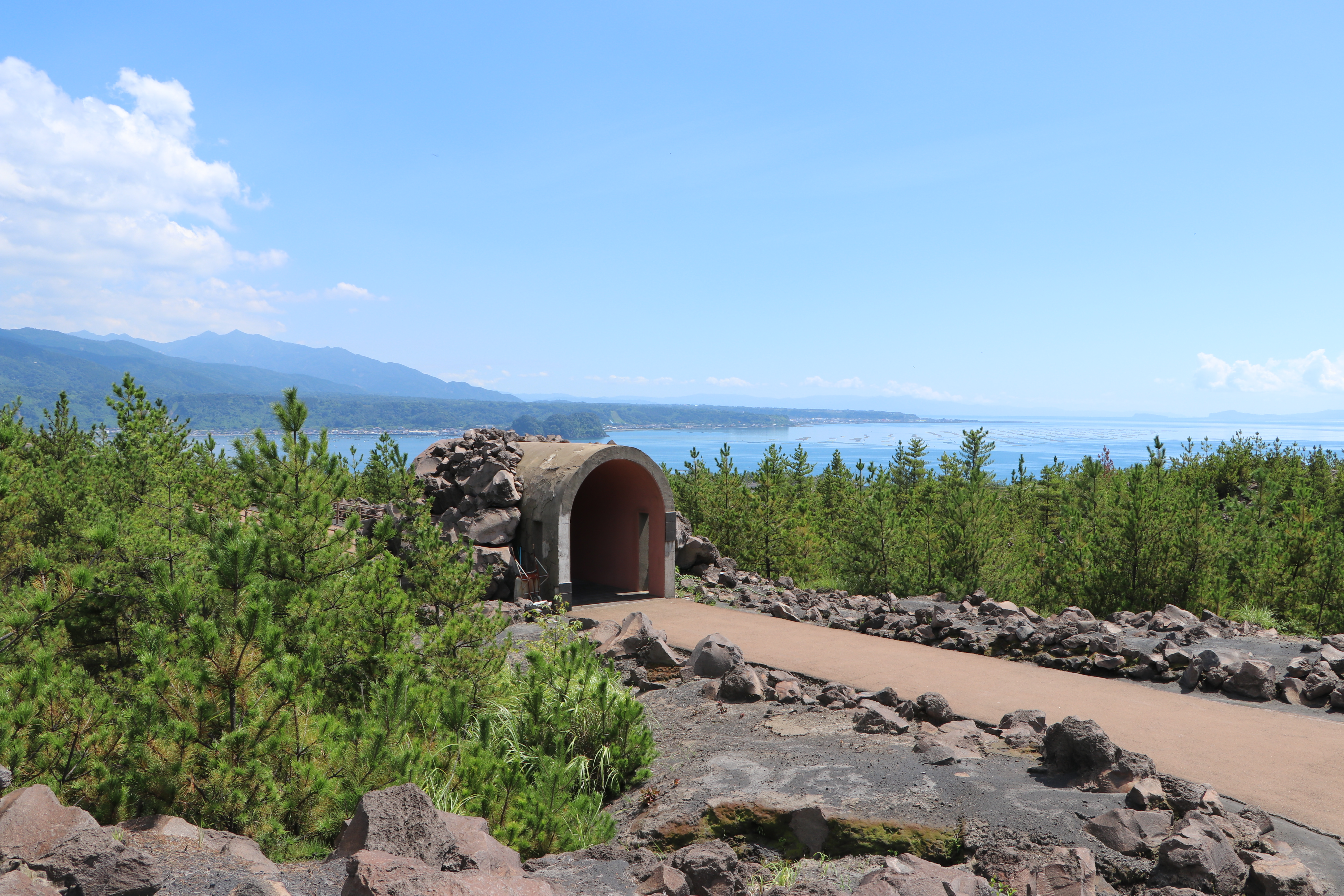
有村溶岩展望所にある退避壕
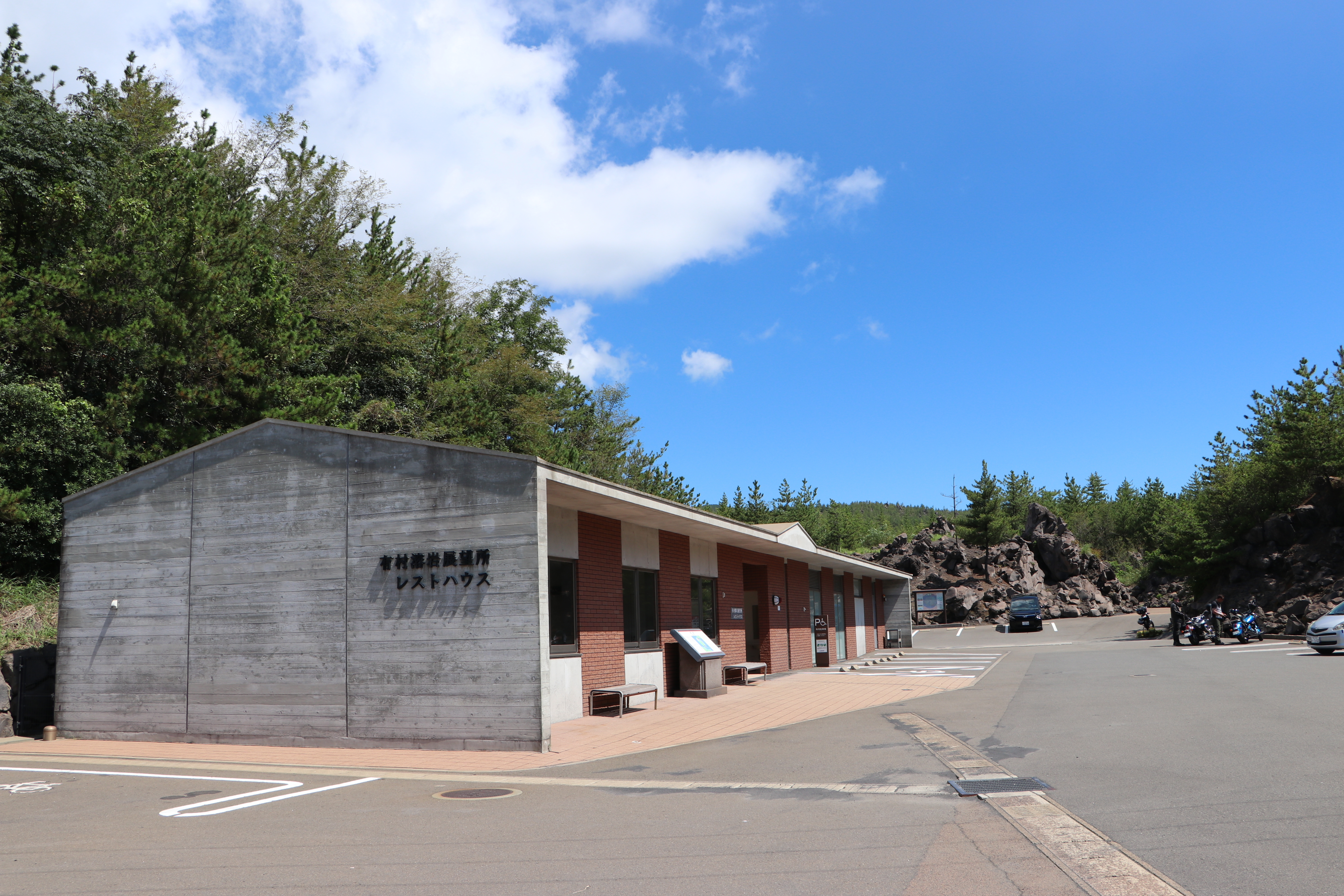
有村溶岩展望所の休憩施設・退避舎
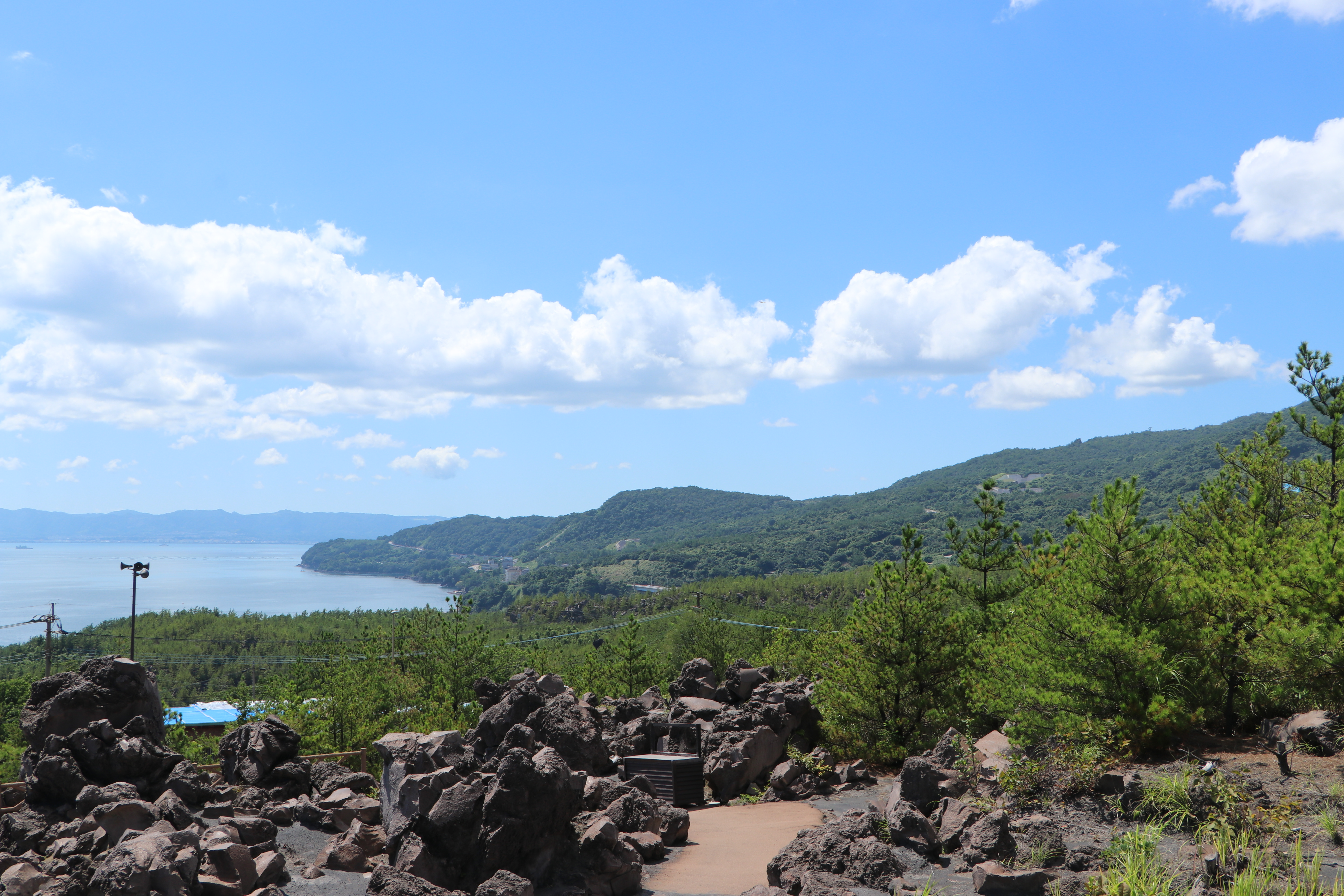
有村溶岩展望所から古里町方向を望む
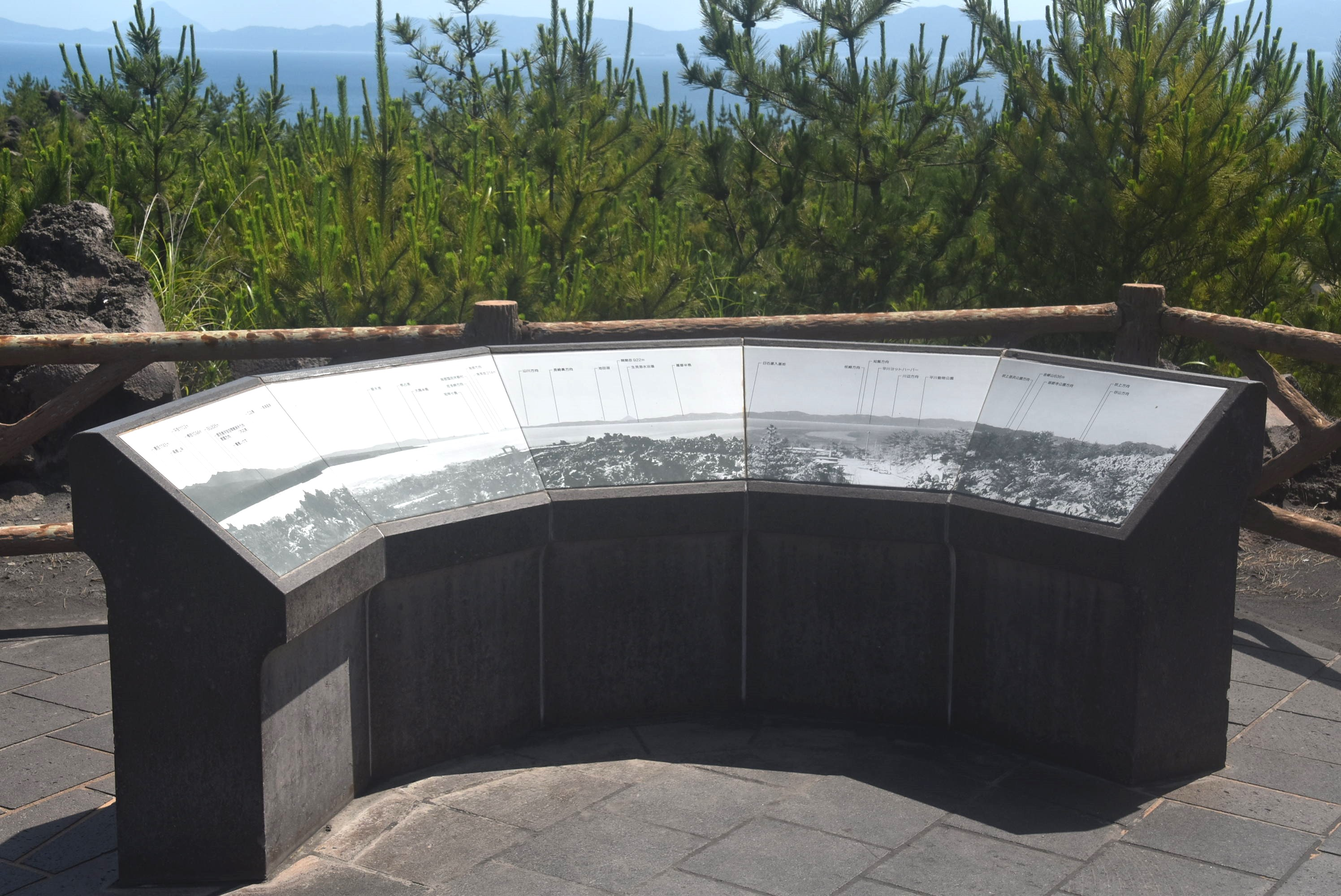
有村溶岩展望所で錦江湾と薩摩半島（右）・大隅半島（左）方面への眺めガイド

#### その他
有村退避舎が設置されている。

### 寺社
- 若宮神社[7]

## 産業

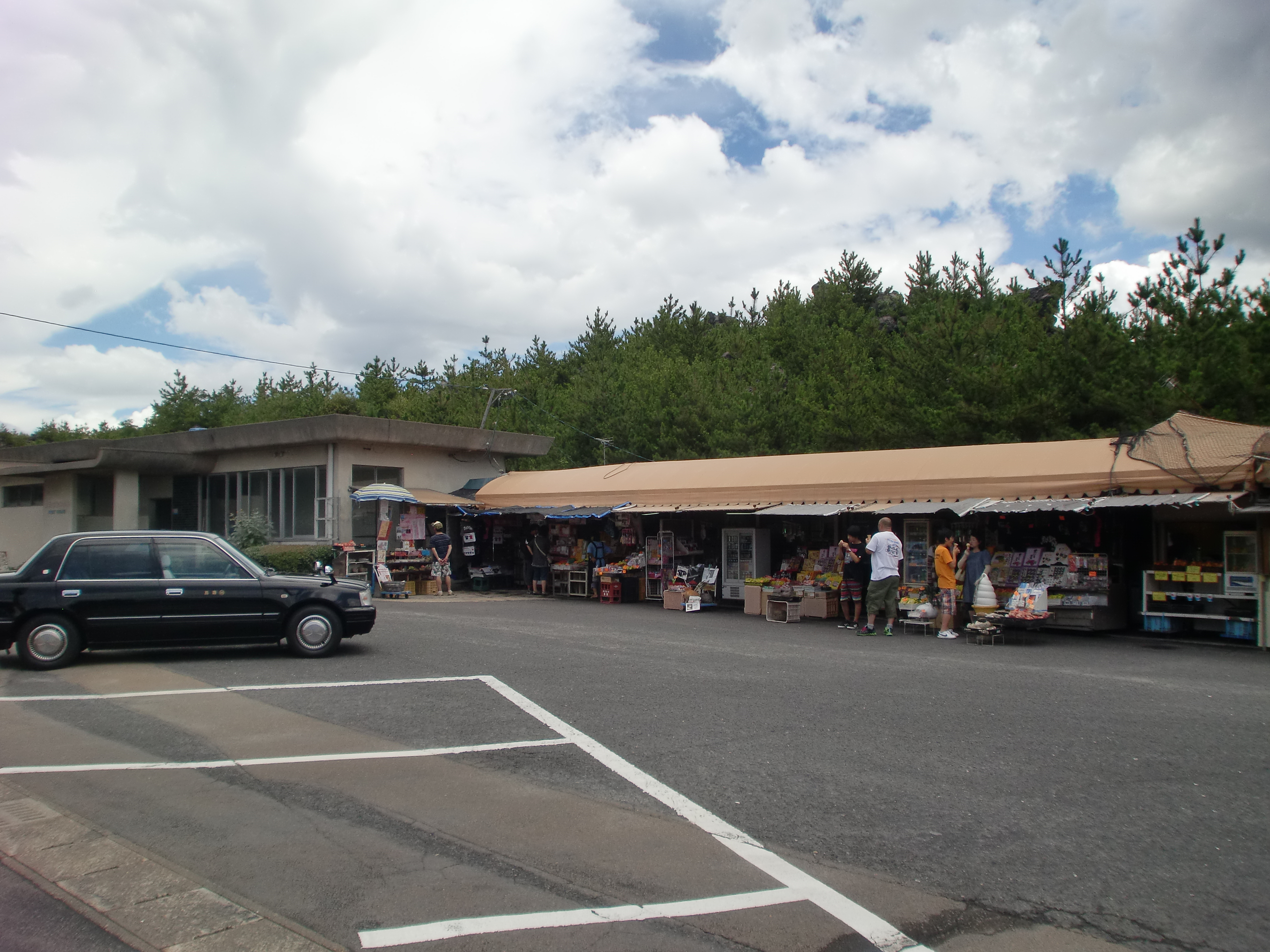
有村溶岩展望所にある売店

2015年（平成27年）の国勢調査によると有村町に居住する15歳以上の就業者数は2人であり、産業別では多い順に医療・福祉業、宿泊業・飲食サービス業がそれぞれ1名となっている。
また、2014年（平成26年）の経済センサスによれば有村町に所在する民営の事業所数は5事業所であり従業者数は9名であった。業種別には飲食料品小売業2事業所、その他の小売業が3事業所の順であった。

## 教育
かつては東桜島村唯一である高等科を併設した川原尋常小学校が設置されていた。1913年（大正2年）時点の生徒数は208名、職員数は4名であった。1914年（大正3年）の大正大噴火によって集落全体が埋没したことにより川原尋常小学校はそのまま廃校となった。以降は有村町には学校施設は設置されていない。

### 小・中学校の学区
市立小・中学校の学区（校区）は以下の通りである。
| 町丁   | 番・番地 | 小学校                 | 中学校                 |
| ------ | -------- | ---------------------- | ---------------------- |
| 有村町 | 全域     | 鹿児島市立東桜島小学校 | 鹿児島市立東桜島中学校 |

## 交通

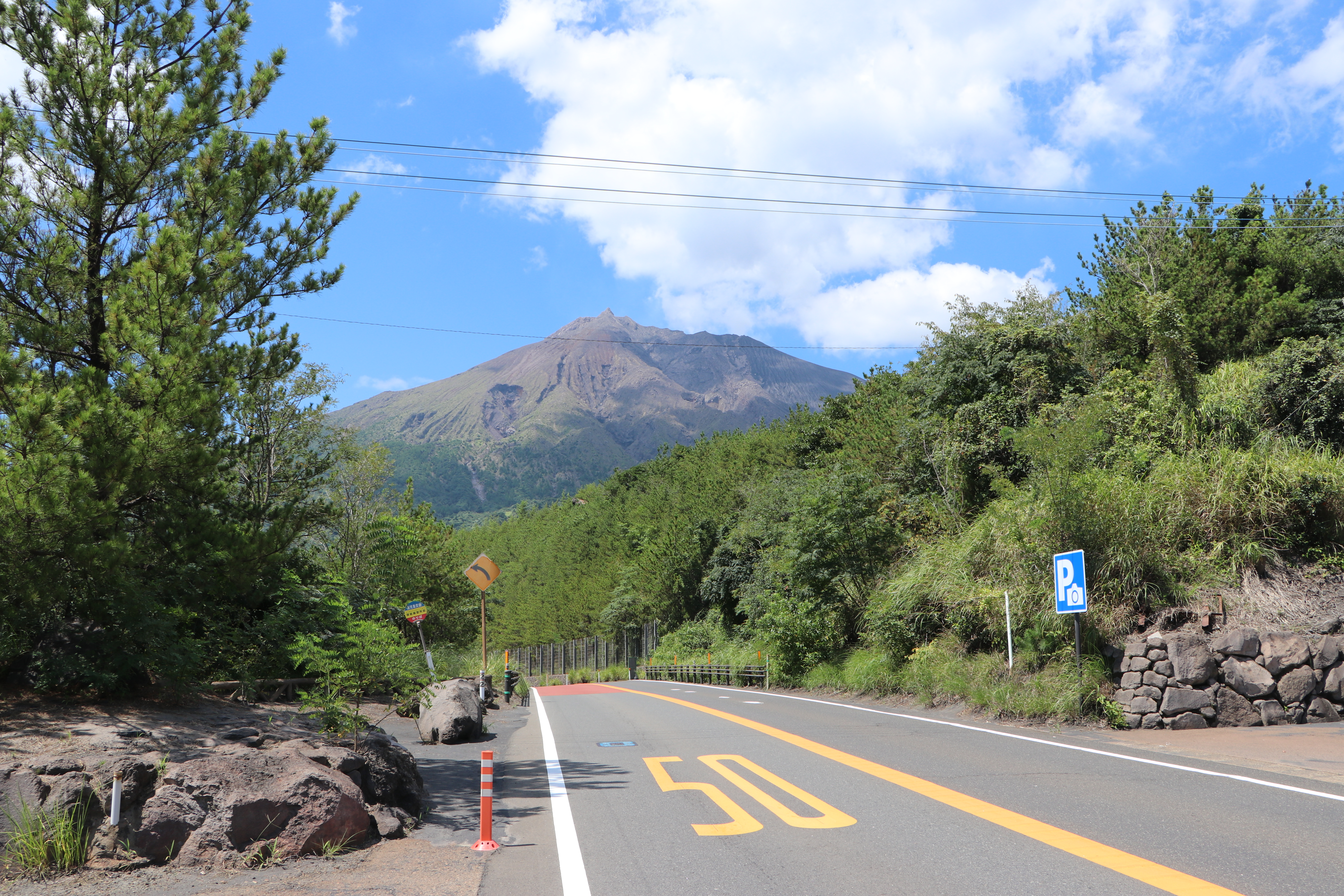
有村展望所前を通る国道224号と御岳

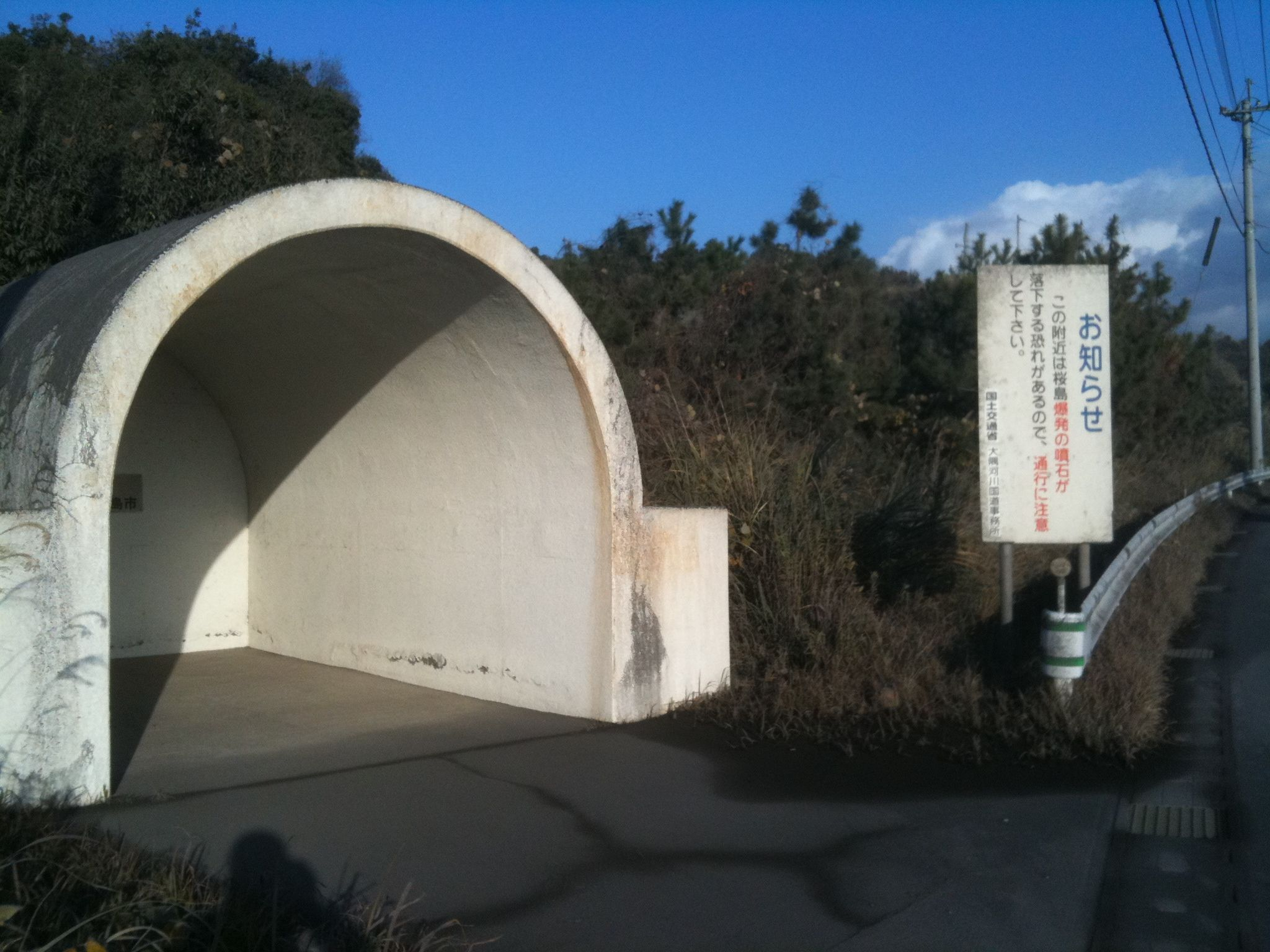
有村町の国道224号に設置されている退避壕と桜島の噴石に注意を促す標識

### 道路
一般国道
- 国道224号

### 路線バス
鹿児島交通
- （桜島港 - 垂水港）：有村 - 溶岩展望所前 - 身代湾

### 港湾
- 桜島港[109]
  - 有村地区（避難港（7番）[110]）[111]